# Aleksej Pažitnov
Aleksej Leonidovič Pažitnov (ruski: Алексей Леонидович Пажитнов; 1955.) ruski je računalni programer i znanstvenik koji je izumio popularnu logičku videoigru Tetris. Danas živi i radi u SAD-u. Pažitnov je igru izumio u lipnju 1984. kada je radio kao programer u računalnom centru Sovjetske akademije znanosti. 
Iako izumitelj, Pažitnov se nije previše okoristio svojim izumom. Sovjetska je vlada zadržala pravo nad patentom te je vrlo jeftino prodala prava, a Pažitnov je dobio vrlo malo novca. Tvrtke koje se bave prodajom računalnih igara poput Nintenda najviše su profitirale njegovim izumom.